# Neolythria consimilaria
Neolythria consimilaria là một loài bướm đêm trong họ Geometridae.